# Strephonota sphinx
Strephonota sphinx is een vlinder uit de familie van de Lycaenidae. De wetenschappelijke naam van de soort werd als Papilio sphinx in 1775 gepubliceerd door Johann Christian Fabricius. De soort komt voor in Panama, Colombia, Bolivia, Peru, de Guyana's en het noorden van Brazilië.

## Synoniemen
- Papilio dindymus Cramer, 1775
- Thecla stilbia Hewitson, 1867
- Thecla proba Godman & Salvin, 1887
- Thecla climicles Dyar, 1914
- Thecla purissima Draudt, 1920